# Генрих VII (король Англии)
Ге́нрих VII (англ. Henry VII; 28 января 1457[…] или 28 января 1457, Замок Пембрук, Пембрукшир — 21 апреля 1509[…] или 21 апреля 1509, Ричмондский дворец, Лондон) — король Англии и государь Ирландии (1485—1509), первый монарх из династии Тюдоров.

## Происхождение
С рождения до вступления на престол будущий король носил имя Генрих Тюдор, граф Ричмонд (Earl of Richmond). По линии отца принадлежал к древнему валлийскому роду, принявшему фамилию Тюдоров — в честь прапрадеда Генриха, Тудура ап Горонви (валл. Tudur ap Goronwy). Дед Генриха, Оуэн Тюдор, состоял на службе у вдовы короля Генриха V и матери Генриха VI французской принцессы Екатерины Валуа; не известно точно, была ли освящена тайным браком их многолетняя связь, от которой родилось несколько признанных детей. Их сын Эдмунд Тюдор, 1-й граф Ричмонд, единоутробный брат короля Генриха VI, ещё раз породнился с родом Ланкастеров, женившись на Маргарите Бофорт, внучке внебрачного (впоследствии узаконенного) сына основателя дома Ланкастеров Джона Гонта. Генрих VII был правнуком безумного французского короля Карла VI (Екатерина Валуа — дочь Карла).
13-летняя (по другой версии — 15-летняя) Маргарита родила единственного ребёнка — будущего Генриха VII — через два месяца после преждевременной смерти мужа, который скончался от чумы в замке Кармартен в Уэльсе 3 ноября 1456 года. В это время уже шла Война Алой и Белой розы, в которой дед Генриха Оуэн Тюдор был одним из ланкастерских командиров; в 1461 году он попал в плен к йоркистам после битвы при Мортимерс-Кросс и был казнён. Графиня Ричмонд ещё дважды выходила замуж за видных сторонников дома Ланкастеров, второй из них — Томас Стэнли — впоследствии помог пасынку, изменив Ричарду III в битве при Босворте.

## Путь к власти
Как ни шатки были права Генриха Тюдора, потомка внебрачного сына (семья Бофортов традиционно считалась не имевшей прав на престол, кроме того, незаконным считался и брак Оуэна Тюдора и Екатерины Французской — если таковой вообще имел место), после гибели Генриха VI и его сына Эдуарда, принца Уэльского в 1471 году граф Ричмонд, пребывавший вместе с дядей Джаспером Тюдором в эмиграции во Франции, оказался в числе немногих оставшихся в живых родственников Ланкастерской династии. С 1475 Генрих жил в герцогстве Бретань у герцога Франциска II на правах пленника, однако содержался в хороших условиях.
Во время стабильного правления Эдуарда IV у ланкастерских претендентов было мало шансов на успех, но после его смерти и отстранения от власти (и, как обычно считается, убийства) его сыновей Ричардом III (1483) в Англии вновь наступила эпоха мятежей и волнений оппозиции. Филипп де Коммин писал в «Мемуарах»: «Господь очень быстро послал королю Ричарду врага, у которого не было ни гроша за душой и, как кажется, никаких прав на корону Англии — в общем, не было ничего достойного, кроме чести; но он долго страдал и большую часть жизни провёл пленником…». В конце 1483 года Генрих Тюдор публично поклялся в Ренне в случае захвата власти жениться на дочери Эдуарда IV Елизавете Йоркской и с наёмниками отправился к Англии, где в это время восстание поднял Генри Стаффорд, 2-й герцог Бекингем. Ещё на корабле узнав о поражении и казни Бекингема, он отменил высадку и вернулся в Бретань. При поддержке Франции в 1485 году Генрих повторно набрал войско и высадился в Уэльсе, где, воспользовавшись валлийским происхождением своего рода, набрал немало сторонников. 22 августа 1485 года в битве при Босворте армия короля Ричарда была разбита, а сам он погиб. Генрих был провозглашён королём на поле боя и, вступив через некоторое время в Лондон, парламентским постановлением утвердил престол за собой и своими потомками безо всякого специального обоснования — таким образом, он стал королём Англии по праву завоевания, подобно Вильгельму I. Если бы Генрих Тюдор официально претендовал на корону по праву наследства Ланкастерского дома, то её, очевидно, должен был бы получить не он, а здравствовавшая его мать — леди Маргарита Бофорт. Маргарита, ненадолго пережившая сына, не конфликтовала с ним по поводу претензий на престол, хотя иногда подписывалась «Margaret R» (то есть королева; хотя есть версия, что R — Ричмонд, графиней которого она являлась). При этом Генрих объявил датой восшествия на престол не 22 августа (в день выигранной им битвы при Босворте), а 21 августа, подчеркивая тем самым, что трон ему достался по закону, а не по праву сильного. Одновременно все, сражавшиеся против него в битве, объявлялись изменниками, и их владения были на этом основании конфискованы.

## Начало правления
Начало правления Генриха VII сопровождалось первой вспышкой эпидемии загадочной болезни (предположительно занесённой его наёмниками из Франции) с высоким уровнем смертности — так называемой «потливой лихорадки» или английского пота, что было воспринято народом как дурное предзнаменование.
После коронации, во исполнение данного им обещания, Генрих женился на племяннице Ричарда III и дочери Эдуарда IV Елизавете Йоркской, объявив об объединении прежде враждовавших домов. Ранее семья Йорков прочила её в жёны самому дяде, Ричарду III, но брак не был заключен: Ричарду пришлось публично опровергать слухи о своей причастности к смерти королевы Анны Невилл с целью жениться на Елизавете, кроме того, на столь близкородственный брак было бы затруднительно получить церковное разрешение. Помимо этого, оба — и дядя, и племянница — готовились заключить другие браки, а так как все эти события происходили в одно и то же время, в народе поползли слухи, что брак они заключают между собой.
Сразу после вступления на престол Генрих провёл через парламент отмену принятого при Ричарде акта Titulus Regius, объявлявшего Елизавету и других детей Эдуарда IV незаконнорождёнными; акт было велено «изъять из архивов парламента, сжечь и предать вечному забвению», а все копии с него уничтожить до ближайшей Пасхи под страхом тюремного заключения или штрафа (один список его всё же сохранился). Хотя брак с Елизаветой был условием поддержки Генриху со стороны парламента, известно, что он медлил со свадьбой вплоть до января 1486 года, а короновал жену только в конце 1487, когда у неё родился сын. В качестве эмблемы (badge) династии Тюдоров была принята соединённая алая и белая роза (присутствующая на британском гербе до сих пор). Назвав старшего сына Артуром в честь легендарного кельтского короля Артура, Генрих подчеркнул как уэльское происхождение своего рода, так и желание начать с новой династией эпоху величия Англии.

## Утверждение Тюдоров в борьбе с другими претендентами
Правление Генриха VII, продолжавшееся 24 года, оказалось одной из самых мирных эпох в истории Англии, несмотря на тревожившие государство в первые годы восстания йоркистских самозванцев, претендовавших на престол, — Ламберта Симнела и Перкина Уорбека. Генрих, подозрительный и весьма заботившийся о своих шатких правах на престол, всё же (особенно по сравнению со своим преемником) проявлял великодушие к своим реальным и потенциальным соперникам. Так, после вступления Генриха на престол не подвергался никаким репрессиям законный наследник Ричарда III, Джон де Ла Поль, граф Линкольн; в 1487 году он участвовал в мятеже Симнела и погиб в бою. Сам Симнел никак не был наказан за своё самозванство и работал при дворе Генриха поваром, а Уорбек содержался долгие годы в Тауэре в хороших условиях и был казнён только при попытке к бегству вместе с графом Уориком, последним Плантагенетом, сыном герцога Кларенса. Генрих никак не стеснял сестру Уорика Маргарет Плантагенет — более того, дал ей титул графини Солсбери в своём праве, а также по обещанию, данному императору Максимилиану I, сохранил жизнь выданному из Франции младшему брату Линкольна, Эдмунду, герцогу Саффолку, также претендовавшему на престол. Леди Солсбери и герцог Саффолк были казнены следующим королём, Генрихом VIII.
Тем не менее существует версия, согласно которой Генрих VII, а не Ричард III, был инициатором убийства малолетних сыновей Эдуарда IV, которые якобы дожили до 1485 года; убийство (вместе с рядом других преступлений) было, согласно этой версии, приписано Ричарду панегиристами Тюдоров, такими как Джон Мортон или Томас Мор. Эту позицию защищают как профессионалы, так и любители (так называемые «рикардианцы»). Считать эту версию убедительно подкреплённой документами нельзя, как нет и прямых доказательств вины именно Ричарда III (а умышленное очернение его фигуры заведомо имело место). Вместе с тем в историографии указывается, что такие события, как мятеж Бекингема или переговоры вдовствующей королевы с Генрихом Тюдором о сватовстве к Елизавете Йоркской и данное им в конце 1483 года обещание, гораздо проще объяснимы, если считать, что к этому времени «принцы в Тауэре» уже были мертвы.

## Дети
- Артур, принц Уэльский (20 сентября 1486 — 2 апреля 1502), в 15 лет женился на Екатерине Арагонской и полгода спустя умер;
- Маргарита (28 ноября 1489 — 18 октября 1541), в первом браке была замужем за королём Шотландии Яковом IV;
- Генрих (28 июня 1491 — 28 января 1547), король Англии Генрих VIII с 1509 по 1547 гг.;
- Елизавета (2 июля 1492 — 14 сентября 1495), рассматривалась её помолвка с дофином Франции Франциском, но в трёхлетнем возрасте принцесса умерла от атрофии[8];
- Мария (18 марта 1496 — 25 июня 1533), в первом браке была замужем за королём Франции Людовиком XII;
- Эдмунд (21 февраля 1499 — 19 июня 1500), носил титул герцога Сомерсета, умер в полтора года по неизвестной причине;
- Екатерина (2 февраля 1503 — 10 февраля 1503), умерла вскоре после рождения.

## Династические союзы
Генрих VII укрепил международное положение Англии, женив своего старшего сына Артура, принца Уэльского, на испанской принцессе Екатерине Арагонской, а дочь Маргариту выдав замуж за короля Шотландии Якова IV. Последний шаг был призван нейтрализовать враждебные отношения между двумя британскими королевствами (ранее Яков IV поддерживал претензии Уорбека), а век спустя этот династический союз предоставил правнуку Якова и Маргариты, Якову VI, право на английский престол и привёл к объединению двух государств. После ранней смерти принца Артура (1502) Екатерина Арагонская осталась в Англии, а после кончины свёкра вышла замуж за брата покойного мужа (обычно такой брак считался незаконным), Генриха VIII, на что было получено специальное разрешение от римского папы. Данная ситуация впоследствии способствовала скандальному разводу Генриха VIII и разрыву Англии с католической церковью (см. Английская реформация).
Кроме того, младшая дочь Генриха VII Мария вступила, уже в правление своего брата, в брак с королём Франции Людовиком XII (умершим вскоре после свадьбы).

## Другие события
Генрих VII был бережливым монархом, значительно укрепившим бюджет Англии, разорённый в годы Столетней войны и войны Алой и Белой розы. Для суда над дворянами при нём был учреждён особый орган — Звёздная палата, первоначально апелляционный суд; орудием политического террора палата стала уже в следующий период правления.
К числу достопамятных событий правления Генриха VII относится поддержанная им экспедиция итальянца на английской службе Джованни Кабото (он же Джон Кабот) в Америку и открытие Ньюфаундленда. По просьбе Генриха известный историк Полидор Вергилий начал писать «Историю Англии». Начало эпохи Тюдоров в историографии часто считается одновременно завершением средневекового периода и началом английского Возрождения.
Генрих VII скончался от туберкулёза, которым страдал в последние годы жизни, и был похоронен в Вестминстерском аббатстве рядом со своей женой Елизаветой Йоркской, скончавшейся семью годами ранее. Английский престол унаследовал второй сын покойного — Генрих VIII.

## В культуре
Персонаж Генриха Тюдора эпизодически появляется в мини-сериале по мотивам романов Филиппы Грегори «Белая королева» (Майкл Маркус). В продолжении под названием «Белая принцесса» Генрих выступает уже как главный герой, его роль исполнил Джейкоб Коллинс-Леви. Дальнейшая судьба Генриха показывается в сериале «Испанская принцесса», где в роли короля выступил Эллиот Коуэн.
Джосс Акленд сыграл Генриха VII в мини-сериале «Генрих VIII» 2003 года.